# Жируар
Жируар (фр. Girouard) насеље је и општина у западној Француској у региону Лоара, у департману Вандеја која припада префектури Сабл д'Олон.
По подацима из 2011. године у општини је живело 927 становника, а густина насељености је износила 36,93 становника/km². Општина се простире на површини од 25,1 km². Налази се на средњој надморској висини од 20 метара (максималној 72 m, а минималној 14 m).

## Демографија
| 1962. | 1968. | 1975. | 1982. | 1990. | 1999. | 2011. |
| ----- | ----- | ----- | ----- | ----- | ----- | ----- |
| 719   | 749   | 616   | 489   | 466   | 533   | 927   |

График промене броја становника у току последњих година